# منظر شاحب للتلال (رواية)
منظر شاحب للتلال هي أولى روايات الكاتب الحائز على جائزة نوبل كازو إيشيغورو. حازت الرواية على جائزة وينيفريد هولتبي التذكارية عام 1982. وقد حصل إيشيغورو على دفعة مقدمة قدرها 1000 جنيه إسترليني من دار نشر فابر آند فابر بعد لقاء مع روبرت ماكروم، محرر قسم الخيال.
تروي الرواية قصة إتسوكو، امرأة يابانية في منتصف العمر تعيش بمفردها في إنجلترا. تبدأ الرواية بنقاش بين إتسوكو وابنتها الصغرى نيكي حول انتحار ابنتها الكبرى كيكو مؤخرًا.

## ملخص الحبكة
خلال زيارة تقوم بها ابنتها نيكي، تسترجع إتسوكو ذكريات حياتها كامرأة شابة في اليابان، وكيف غادرت ذلك البلد لتعيش في إنجلترا. تروي إتسوكو أنها كانت متزوجة من رجل ياباني يُدعى جيرو، وأنجبت منه ابنة. وبعد سنوات، تعرّفت على رجل بريطاني وانتقلت معه إلى إنجلترا، وأخذت معها ابنتها الكبرى كيكو لتعيش معهما.
عندما تنجب إتسوكو من زوجها الجديد ابنة أخرى، تختلف معه حول اختيار الاسم: هي تريد اسمًا "حديثًا"، بينما هو يفضّل اسمًا ذا طابع شرقي. في النهاية، يتوصلان إلى حل وسط ويختاران اسم "نيكي"، الذي تراه إتسوكو بريطانيًا تمامًا، بينما يبدو لزوجها على الأقل ذا نغمة يابانية بعض الشيء.

في إنجلترا، تصبح كيكو أكثر انعزالًا واجتنابًا للتواصل الاجتماعي. تستذكر إتسوكو كيف كانت كيكو، مع تقدمها في العمر، تحبس نفسها في غرفتها ولا تخرج إلا لتناول طبق الطعام الذي تتركه لها والدتها في المطبخ. هذا السلوك المقلق ينتهي، كما يعلم القارئ بالفعل، بانتحار كيكو. تقول إتسوكو لنيكي: 
«كان والدك مثاليًا إلى حد ما في بعض الأحيان... كان يؤمن حقًا بأننا نستطيع أن نوفر لها حياة سعيدة هنا... لكنك تعلمين، نيكي، كنت أعلم طوال الوقت. كنت أعلم طوال الوقت أنها لن تكون سعيدة هنا.»
تخبر إتسوكو ابنتها نيكي أن لديها صديقة في اليابان تُدعى ساشيكو. كانت لساشيكو ابنة تُدعى ماركو، فتاة تصفها ذاكرة إتسوكو بأنها كانت منعزلة للغاية وغير اجتماعية. وتتذكر إتسوكو أن ساشيكو كانت تخطط لأخذ ماركو إلى أمريكا مع جندي أمريكي لا يُعرف سوى باسم "فرانك". ومن الواضح أن قصة ساشيكو تحمل تشابهًا لافتًا مع قصة إتسوكو نفسها.

## الشخصيات
- إتسوكو – الشخصية الرئيسية؛ امرأة يابانية في منتصف العمر
- كيكو – الابنة الكبرى لإتسوكو، التي تنتحر
- نيكي – الابنة الثانية لإتسوكو من زوجها الإنجليزي
- ساشيكو – امرأة تعرفها إتسوكو، وربما تمثل شخصًا ثالثًا تسقط عليه إتسوكو ذكرياتها السيئة وأفكارها وأحداثها
- ماركو – ابنة ساشيكو، وربما تمثل نسخة من ابنة إتسوكو، كيكو
- جيرو – الزوج الأول لإتسوكو
- أوغاتا-سان – والد جيرو
- فرانك – الرجل الذي كانت ساشيكو تخطط للذهاب معه إلى أمريكا
- السيدة فوجيوارا – صاحبة محل النودلز التي أعطت ساشيكو وظيفة
- هانادا – صديق جيرو الذي هدد زوجته بعصا جولف
- شيغيو ماتسودا – طالب في صف أوغاتا-سان

## التقييم والنقد
حظيت الرواية بتقييم إيجابي من قبل النقاد بشكل عام، حيث أشاد العديد منهم بالتعبير الغامض الذي تميزت به، فقد وصفت مجلة نيويورك رفيو اوف بوكس الرواية بأنها: 
"غامضة ومظلمة، قصة أشباح لا يدرك الراوي أنه يرويها".
كما أشارت صحيفة نيويورك تايمز إلى أن الرواية:
"غامضة بلا حدود، والتباين في نبرة الراوي مع الصور الواضحة في النص يُشكلان معًا رمزًا كاملاً لعبقريتنا في التدمير."

## تحويل الرواية إلى فيلم
تم تحويل رواية منظر شاحب للتلال للكاتب كازو إيشيغورو إلى فيلم سينمائي مشترك بين اليابان والمملكة المتحدة، من إخراج كي إيشكاوا وبإشراف إيشيغورو كمنتج تنفيذي. ومن المقرر عرض الفيلم في اليابان صيف 2025، وتشارك في إنتاجه شركتا Bunbuku وNumber 9 Films، ويتولى توزيعه شركة GAGA Corporation.

## روابط خارجية
- إطلالة باهتة على التلال على موقع الموسوعة البريطانية (الإنجليزية)